# Tebenna chingana
Tebenna chingana is een vlinder uit de familie glittermotten (Choreutidae). De wetenschappelijke naam is voor het eerst geldig gepubliceerd in 1969 door Danilevsky.
De soort komt voor in Europa.